# Naja katiensis
La cobra de Malí o cobra de Kati (Naja katiensis) es una especie de serpiente del género Naja, de la familia Elapidae.

## Distribución
Se encuentra ampliamente distribuida por el África subsahariana: Benín, Burkina Faso, Camerún, Ghana, Guinea, Costa de Marfil, Mali, Gambia], Mauritania, Níger, Nigeria, Senegal, Togo.

## Descripción
Se trata de una especie de serpiente venenosa y de comportamiento agresivo que no llega a superar los 2 metros de longitud.